# جون أناستاسياديس
جون أناستاسياديس (بالإنجليزية: John Anastasiadis)‏ مواليد 13 أغسطس 1968 في ملبورن، هو لاعب كرة قدم أسترالي سابق كان يلعب كمهاجم.

## المسيرة الاحترافية

### أندية لعب لها
- نادي باوك

## روابط خارجية
- جون أناستاسياديس على موقع الاتحاد الدولي (مؤرشف)  (الإنجليزية)
- جون أناستاسياديس على موقع قاعدة بيانات كرة القدم.إي يو (الإنجليزية)